# کفشک‌بازی
کفشک بازی نوعی بازی سنتی است که در بروجرد رواج داشته‌است و هنوز هم طرفدار دارد. این بازی در فضای باز و بیشتر در تفریح گاه‌های طبیعی این  شهرستان انجام می‌گیرد. در این بازی یک نفر به حالت خمیده و دست بر زانو (رکوع) می‌ایستد و در فاصله کمی قبل از وی یک لنگه گیوه به عنوان دال (نشان) قرار داده می‌شود. سایر افراد باید با دورخیز از محل دال با پرش از روی فرد یادشده عبور کنند به گونه‌ای که تنها دستشان به پشت وی اصابت کند. آخرین نفر تا هرجا که پش کند فرد به همان فاصله می‌رود و با تکرار این چرخه و افزوده شدن بر فاصله فرد از دال، پریدن از روی وی سخت یا غیرممکن می‌شود. نخستین کسی که نتواند از وی عبور کند اصطلاحا می‌سوزد و جای وی را می‌گیرد و مجدداً بازی از اول شروع می‌شود (ص. ۱۹۴).
این بازی تا حدودی شبیه به پرش سه گام است که در آن ورزشکار با دورخیز از مبدأ خاصی (نشان یا دال) یک پرش طولی انجام می‌دهد.